# Roman Ječmínek starší
Roman Ječmínek starší (27. března 1940) je bývalý československý a český všestranný sportovec – reprezentant Československa v moderním pětiboji a sportovním šermu kordem a pozdější vysoký sportovní funkcionář – dlouholetý předseda Autoklubu ČR.

## Sportovní kariéra
Sportovat začal aktivně jako student Institutu pro TV a sport v Praze. Svojí sportovní všestrannost využil ve sportech moderním pětiboji v létě a v zimě závodu sdruženém. Později se začal specializovat na sportovní šerm, který je součástí moderního pětiboje.
Do československé reprezentace v moderním pětiboji se dostal v roce 1963 jako člen klubu ČKD Praha (dnešní Bohemians). Povinnou vojenskou službu absolvoval v Bratislavě, kde jako člen klubu TJ Slavín startoval na mistrovství světa v moderním pětiboji ve východoněmeckém Lipsku. V soutěži jednotlivců obsadil 35. místo a ve družstvech s Juliusem Matulou a Polákem obsadil 10. místo.
V roce 1966 a 1967 se stal československým kordistou roku. Jeho domovským klubem se stal TJ Baník Praha s šermírnou v budově Báňská a hutní společnost v Jungmannově ulici. V roce 1971 na mistrovství světa v šermu kordem ve Vídni vypadl v úvodním kole.
Sportovní kariéru ukončil v roce 1972. Věnoval se trenérské práci. K šermu přivedl své tři děti z nichž nejstarší syn Roman se účastnil dvou olympijských her.

## Funkcionářská práce
Funkcionářské práci se věnoval již od roku 1969, kdy byl zvolen do sčítací komise České tělovýchovné organizace (ÚV ČTO).
V roce 1990 byl u obnovení Autoklubu ČR, jejímž předsedou byl dlouhých 26 let (1990–2016). V roce 2016 se vzdal kandidatury předsedy Autoklubu ČR a předal ji Janu Šťovíčkovi.
Mediálně známým širší veřejnosti se stal v roce 2011. Jako předseda Autoklubu ČR (akcionář Sazky) byl v letech 1995 až 2011 členem představenstva loterijní společnosti Sazka. Ve společnosti patřil také k nejlépe placeným zaměstnancům, pouze za rok 2010 měl hrubou mzdu ve výši 8,8 mil. Kč.
V roce 2011 při úpadku Sazky čelil kritice, že jako jeden z členů představenstva toleroval marnotratnost generálního ředitele Aleše Hušáka, jenž způsobili úpadek společnosti. V závěru svého působení v představenstvu Sazky Hušákovo působení kritizoval a z představenstva byl odvolán. Pro pořad Reportéři ČT zpětně uznal své pochybení. Zároveň však uvedl, že podle jeho názoru záměry Hušáka podpořit musel.

### Noviny
- [1] Československý sport
- [2] Lidová demokracie
- [3] Mladá fronta Dnes